# 전파사
전파사 (Zeonpasa)는 대한민국의 프로그레시브 록 밴드이며, 김대인, 윤성훈, 강민석으로 구성되어 있다. 2019년 결성 이래로 1개의 정규 음반 억겁의 싸이-키 (2021)을 발매했으며, 2022년 한국대중음악상에서 최우수 록 음반에 후보로 지명되었다. 이후 2022년 부터는 배우 임원희가 보컬로 참여하는 자매 밴드 전파상사로도 역시 활동 중이다.

## 경력
전파사는 2019년 결성되었으며, 김대인은 아폴로 18, 팎의 멤버이며, 윤성훈과 강민석은 모즈다이브의 멤버이다. 2021년 첫 정규 음반 억겁의 싸이-키를 발매했으며, 음악취향Y의 전자인형은 이 음반을 "밴드에게는 클리세를 비켜난 쾌감을 주고 리스너들에게는 장르적 매력과 호기심을 모두 충족케하는 음반"이라고 평가했으며, 2021년 올해의 음반 1위에 이 음반을 올린다. 음반은 2022년 한국대중음악상에서 최우수 록 음반 부문에 후보로 올랐고, 수록곡 거짓말 역시 최우수 록 노래 부문에 후모로 올랐다.
2022년 배우 임원희가 전파사의 공연을 본 것을 계기로 임원희와 친분을 쌓던 밴드는 그에게 밴드의 보컬을 맡을 것을 제안한다. 이후 2022년 9월 싱글 신바람을 발매했으며, 이후 임원희가 합류한 새로운 프로젝트 밴드인 전파상사를 결성했다. 전파상사의 음반 2/4분기 실적보고서는 2023년 발매되었다.

## 음반 목록

### 정규 음반
- 억겁의 싸이-키 (2021)

### EP
- 2/4분기 실적보고서 (2023) (전파상사의 이름으로 발매)}}